# Niezależny Krąg Instruktorów Harcerskich „Leśna Szkółka”
Niezależny Krąg Instruktorów Harcerskich „Leśna Szkółka” – lokalna organizacja harcerska. Jest zarazem stowarzyszeniem posiadającym osobowość prawną.
Siedziba organizacji mieści się w Gdyni, przy ul. Nowodworcowej 12B/10 działa na terenie Gdańska i Gdyni.
Przy Kręgu działa Harcerski Związek Drużyn, skupiający harcerzy, harcerki, wędrowników, wędrowniczki i zuchy (członkowie HZD), działających w drużynach, samodzielnych zastępach i gromadach zuchowych. Członkowie Kręgu dzielą się na zwyczajnych, obserwatorów, wspierających i honorowych.
Z końcem roku 2010 NKIH „Leśna Szkółka” stał się organizacją pożytku publicznego. 21 lutego 2016 r. NKIH „Leśna Szkółka” został objęty – wraz z 10 innymi organizacjami harcerskimi i skautowymi – Honorowym Protektoratem Prezydenta Rzeczypospolitej Polskiej Andrzeja Dudy nad Ruchem Harcerskim w Polsce i poza granicami kraju.

## Historia
Początków Kręgu można upatrywać w kursie instruktorskim „Leśna Szkółka”, prowadzonym przez hm. Jerzego Gacha „Proroka” w dniach 25 czerwca-16 lipca 1981 r., w ramach obozu ZHP w Wygoninie. Nazwa kursu była dosłownym tłumaczeniem kryptonimu czeskich leśnych kursów instruktorskich – „Lesni Szkola”. Po zakończeniu obozu Komendant Rejonu ZHP Przymorze powołał Szkoleniowy Młodzieżowy Krąg Instruktorski „Leśna Szkółka”, do którego należeli absolwenci kursu w Wygoninie. Krąg miał stać się rodzajem szkoły instruktorskiej. W Kręgu wprowadzono zwyczaj mówienia sobie po pseudonimach (mianach leśnych). W lutym 1982 r. Krąg zmienił nazwę na Szkoleniowy Krąg Instruktorski „Leśna Szkółka”.
Ze względu na ograniczenia stanu wojennego, Krąg był zmuszony zaniechać szkoleń. Jednak pomimo restrykcji poprowadził dla Rejonu Przymorze seminarium przybocznych. 22 czerwca 1982 r. Krąg zyskał patrona w osobie Henryka Wieczorkiewicza – działacza i dziennikarza polskiego w Wolnym Mieście Gdańsku.
W czerwcu 1983 r. 10 osób z „Leśnej Szkółki”, w pełnej tajemnicy przed władzami ZHP, uczestniczyło w Białej Służbie w Częstochowie – przy obsłudze porządkowo-sanitarnej pielgrzymki Jana Pawła II. Od tej pory „Leśna Szkółka” brała udział w Białej Służbie podczas każdej pielgrzymki papieża Jana Pawła II do Polski.
Wydzielenie się kręgu ze struktur ZHP nastąpiło 8 stycznia 1990 r. – powstał Niezależny Krąg Instruktorów Harcerskich „Leśna Szkółka” im. Henryka Wieczorkiewicza. Wpis do rejestru sądowego nastąpił w dniu urodzin Henryka Wieczorkowicza – 22 czerwca. Rok później, w czerwcu 1991 r., przy pomocy NKIH „Leśna Szkółka” powstał Niezależny Hufiec Harcerstwa Polskiego „Leśna Szkółka – Kaszuby” w Szwecji.
Na spotkaniu Komisji Porozumiewawczej Organizacji Harcerskich w Warszawie 21 stycznia 1995 r. przedstawiciel NKIH „Leśna Szkółka” przedłożył propozycję „LS” oraz Federacji Drużyn im. Cichociemnych w Krakowie o pilnym powołaniu Federacji Harcerstwa Polskiego. Propozycję poparł przedstawiciel Polskiej Organizacji Harcerskiej. Podjęta została decyzja o zwołaniu zbiórki założycielskiej FHP w Kościele NMP w Gdyni, w dniu 18 lutego tego roku.
W początkowej fazie Federację tworzyły następujące organizacje: NKIH „Leśna Szkółka”, FDC i POH. 26 lutego 1995 r. – na mocy specjalnej zgody członków założycieli – ZHR (uchwałą swojego Zjazdu) przystąpił do Federacji jako czwarty członek.

### Rozłam
Dnia 3 października 1996 r. reprezentacja NKIH „Leśna Szkółka” wzięła udział w pikiecie antyaborcyjnej przed budynkiem Senatu RP. Akcję tę potępiła znaczna część członków Kręgu, uznając ją za działanie polityczne. W związku z tym Komendant NKIH „Leśna Szkółka”, hm. Jerzy Gach „Prorok”, wystosował list otwarty do członków Kręgu, zaczynający się od słów:

Wszyscy, którzy głoszą lub są głęboko przekonani, że walka z haniebną ustawą proaborcyjną to sprawa polityczna, powinni odejść z grona członków Kręgu. Ich poglądy są bowiem antychrześcijańskie – co jest nie do pogodzenia z oficjalna opcją ideową „LS”.

W odpowiedzi na publikację listu zwołano nadzwyczajny Sejmik Kręgu (17 października 1996 r.), na którym odwołano hm. Jerzego Gacha „Proroka” z funkcji Komendanta NKIH „Leśna Szkółka”. Kilka dni później Jerzy Gach, wraz z 1 Niezależną Sopocką Drużyną Harcerzy „Knieja”, przeniósł się do ZHR. Tam, razem z grupą instruktorów ZHR, założył Krąg Starszego Harcerstwa ZHR „Drzewo Pokoju”, działający dziś jako niezależna organizacja – Krąg Harcerski „Drzewo Pokoju”.

## Metoda wychowawcza
NKIH „Leśna Szkółka” metodycznie nawiązuje do tradycji polskiego harcerstwa oraz idei Roberta Baden-Powella i Ernesta Thompsona Setona. W pracy wychowawczej stara się kłaść nacisk na następujące wartości: puszczaństwo, wychowanie do życia w społeczeństwie oraz tożsamość narodową.

## Symbolika
NKIH „Leśna Szkółka” korzysta z tradycyjnej harcerskiej symboliki, obejmującej mundur, Krzyż Harcerski, zawołanie „Czuwaj!” i inne. Zgodnie z Regulaminem Mundurowym obowiązującym nakryciem głowy jest rogatywka. Lilijka i naszywka używane w NKIH „Leśna Szkółka” są elementem odróżniającym umundurowanie harcerzy „LS” od innych organizacji harcerskich.

- Lilijka (oznacza kwiat lilii) symbolizuje czystość intencji i szlachetność (jest to nawiązanie do interpretacji rycersko-średniowiecznej),
- Litery ONC nawiązują do hasła filaretów: „Ojczyzna, Nauka, Cnota”,
- Drzewko iglaste – symbolizuje łączność z przyrodą (puszczaństwo),
- Litery „LS” to skrót nazwy „Leśna Szkółka”.

## Władze
Zgodnie ze Statutem Kręgu jego władzami są:
1. Sejmik Kręgu,
2. Komenda Kręgu,
3. Komendant Kręgu,
4. Komisja Rewizyjna Kręgu.

Sejmik Kręgu jest to walne zebranie wszystkich jego członków, zwoływane w trybie zwyczajnym dorocznie we wrześniu. W praktyce Sejmiki zwołuje się co najmniej dwukrotnie w roku – zazwyczaj po biwaku zimowym HZD również odbywa się Sejmik. Komendanta i resztę członków Komendy Sejmik wybiera na dwuletnią kadencję, podobnie jak Komisję Rewizyjną, której skład nie może się pokrywać ze składem Komendy.

## Komendanci
- hm. Jerzy Gach „Prorok” (1990-1996)
- hm. Marek Taba „Warek” (1996-1997)
- hm. Michał Obuchowski „Pacjent” (1997-1999)
- hm. Marek Taba „Warek” (1999-2001)
- hm. Daniel Sienkiewicz „Sienek” (2001-2004)
- hm. Marek Taba „Warek” (2004-2005)
- phm. Katarzyna Jarnoth „Pszczółka” (2005-2008)
- hm. Barbara Kaniewska „Skrzat” (2008-2010)
- hm. Piotr Ananicz „Cyborg” (2010-2012)
- hm. Kamil Kuchta „Kuchcik” (2012-2018)
- hm. Filip Rudolf „Rudy” (2018-2020)
- hm. Piotr Władziński (2020-2023)
- hm. Zuzanna Bejm (od 2023)

## Jednostki działające w Harcerskim Związku Drużyn
Jednostki żeńskie:
- 2 Niezależna Gdańska Drużyna Harcerek „Smoczyce”
- 13 Gdański Zastęp Harcerek „Birmingham”
- 25 Niezależna Gdyńska Drużyna Harcerek „Ogniwo”
- 33 Niezależna Gdyńska Drużyna Harcerek „Młodnik”
- 50 Niezależna Gdyńska Drużyna Harcerek „Wrzosiwo”
- 75 Niezależna Gdyńska Drużyna Harcerek „Mistral”

Jednostki męskie:
- 3 Niezależny Gdyński Zastęp Harcerzy „Buki”
- 8 Niezależna Gdyńska Drużyna Harcerzy „Twierdza”
- 11 Niezależna Gdyńska Drużyna Harcerzy „Sherwood”
- 20 Niezależna Gdyńska Drużyna Harcerzy „Alhambra”

Jednostki wędrownicze:
- 9 Niezależny Gdyński Zastęp Wędrowniczy „Valgrind”
- 26 Gdyński Zastęp Wędrowniczy „Acushnet”